# Здание Северного банка (Баку)
Здание Северного Банка (азерб. Şimal bankının binası) — здание на улице Гаджи Зейналабдина Тагиева в Сабаильском районе города Баку. Распоряжением Кабинета министров Азербайджанской Республики от 2 августа 2001 года здание банка было взято под охрану государства как архитектурный памятник истории и культуры национального значения (инв № 165).

## История
Здание банка было построено в 1903-1905 годы. В здании размещалось бакинское отделение Северного банка. После слияния Северного банка с Русско-Китайским банком был образован Русско-Азиатский банк, бакинское отделение которого также находилось в этом здании. В настоящее время в здании размещён центральный филиал Международного банка Азербайджана.

## Описание
При строительстве здания использовался камень-известняк, который играет немаловажную роль в раскрытии архитектурного образа банка. Это монументальное здание построено в стиле бакинского модерна и исполнено на высоком архитектурном уровне. Особо выделен портал с тектоникой пластического формообразования и рельефной декоративной маской.

## Галерея
- Здание в начале XX века
- Здание в начале XX века
- Надпись над входом
- Декоративные элементы на фасаде